# Theodor Danetti
Theodor Danetti (corect, Dodel Daneti, n. 23 august 1926, Corabia – d. 16 ianuarie 2016, București) a fost un actor român.

## Biografie
S-a născut la 23 august 1926 în orașul Corabia. A absolvit Institutul de Artă Teatrală și Cinematografică din București în anul 1955, la clasa profesorului Costache Antoniu. După absolvire, a fost repartizat la Teatrul de Stat din Baia Mare, apoi a jucat la Teatrul Tineretului din Piatra-Neamț (1965-1975), Teatrul Evreiesc și Teatrul Bulandra din București, fiind solicitat și la alte teatre din capitală.

## Filmografie
- Bălcescu (1953)
- Vin cicliștii (1968)
- Singur printre prieteni (1979)
- Lumini și umbre (Profesorul de muzică Ludovic Kraus) (1979)
- Concurs (1982)
- Moara lui Călifar (1984)
- Ciuleandra (1985)
- Întunecare (1986)
- Cuibul de viespi (1987) - vânzătorul de sicrie
- Figuranții (1987)
- Momentul adevărului (1989)
- Teenage Space Vampires (1990) - funcționar
- Vinovatul  (1991)
- Divorț... din dragoste (1992)
- E pericoloso sporgersi (1993)
- Crucea de piatră (1994)
- Bloodlust: Subspecies III (1994) - jangiu
- Terente, regele bălților (1995)
- În fiecare zi e noapte (1995) - vecinul
- The Midas Touch (1997) - bătrânul
- Little Ghost (1997) - Federov
- Johnny Mysto: Boy Wizard (1997)
- Trenul vieții (1998) - înțeleptul 2
- Zack și sabia vrăjită (1999) - Old Man at Court
- Shapeshifter (1999) - Janos
- Dușmanul dușmanului meu (1999)
- Elvira și soția contelui (2001) - hangiu
- Amen (2002) - cardinalul bătrân
- Maria (2003) - administratorul
- Regina războinică (2003)
- Modigliani (2004) - Renoir
- Pentru o lume mai bună (2005) - Leonid Zaitsev
- Vântul prin sălcii (2006) - Otter
- Tinerețe fără tinerețe (2007) - dr. Neculache
- Tache (2008)
- The Dot Man (2008) - bătrânul
- Schimb valutar (2008)
- Marea Neagră (2009) - Nicolae
- Hellhounds (2009) - Charon
- Bunraku (2010)